# Screamride
Screamride là một game giải đố mô phỏng xây dựng do hãng Frontier Developments phát triển và Microsoft Studios phát hành cho hệ máy Xbox One và Xbox 360. Game được phát hành trên toàn thế giới vào tháng 3 năm 2015.

## Lối chơi
Screamride có tới hơn 50 màn chơi và ba kiểu chơi: Engineer, ScreamRider và Demolition Expert. Trong phần chơi Engineering, người chơi có nhiệm vụ giải câu đố phát triển cho khu tàu lượn siêu tốc và trò chơi cảm giác mạnh để đáp ứng các điều kiện nhất định với nguồn tài nguyên hạn chế. Trong phần chơi Screamrider, người chơi có thể ngồi và lái tàu lượn, với mục đích giữ cho người lái không bị rơi khỏi tàu lượn. Trong phần chơi Demolition Expert, người chơi có nhiệm vụ phá hủy môi trường và đồ vật để đáp ứng các điều kiện khác nhau nhằm đạt được điểm bằng cách hất tung cabin với mọi người. Tất cả các bộ phận của tàu lượn đều bị phá hủy. Việc loại bỏ bất kỳ bộ phận nào đương nhiên sẽ khiến tàu lượn bị trật bánh. Phá hủy tàu lượn cũng sẽ dẫn đến phá hủy các tòa nhà. Việc phá hủy tàu lượn được sắp đặt tốt có thể dẫn đến cháy nổ, phản ứng dây chuyền và sự sụp đổ của cả một tòa nhà chọc trời. Ngoài a còn có thêm mục chơi sandbox, cho phép người chơi chế tạo tàu lượn với thiết kế cực chất với đạo cụ, mảnh xe và khung cảnh mô-đun. Người chơi dễ dàng khởi tạo tàu lượn, khu vui chơi và môi trường ngay từ đầu.
Mặc dù game không có phần chơi nối mạng, nhưng vẫn có bảng xếp hạng trực tuyến. Trên Xbox One, người chơi cũng có thể điều khiển những mẫu tàu lượn do những người chơi khác chia sẻ và tạo ra thông qua Xbox Live.  Họ còn được chạy đua với những người khác để đi tàu lượn nhanh nhất có thể và đạt được "thứ hạng tột đỉnh" trong suốt quá trình này.
Screamride từng được một số nhà phê bình coi là "người thừa kế tinh thần" cho tựa game RollerCoaster Tycoon.

## Bối cảnh
Trò chơi lấy bối cảnh vào năm 2400, nơi một số người thích tìm kiếm cảm giác mạnh được một công ty hư cấu có tên là Screamworks thuê để trải nghiệm nhiều loại tàu lượn siêu tốc và các trò tàu lượn vì tương lai của nhân loại và khoa học.

## Phát triển
Game được nhà sản xuất cho công bố tại Gamescom 2014 trong cuộc họp báo của Microsoft. Ngày phát hành được công bố vào ngày 14 tháng 11 năm 2014. Bản demo của trò chơi được phát hành cho Xbox 360 và Xbox One vào ngày 17 tháng 2 năm 2015.